# Zacharias Fridenreich
Zacharias Fridenreich, auch Friedenreich oder Friedensreich (* um 1573, vermutlich in Königsberg in der Neumark; † zwischen 1642 und 1648 in Wien), war ein deutscher Jurist, Staatsrechtler und Diplomat in der Vorphase und während der Zeit des Dreißigjährigen Krieges.

## Biografie

Lebensorte von Zacharias Fridenreich im Heiligen Römischen Reich

Der Geburtsort und das Geburtsjahr Fridenreichs sind nicht sicher bekannt. Als Geburtsort wird Königsberg in der Neumark angenommen, da sich Fridenreich in verschiedenen eigenen Werken dahingehend äußerte. In seinem 1609 erschienenem Politicorum liber bezeichnete er sich als Regiomontanus Marchicus und in seinen Epigrammatum libri tres verwendete er die Herkunftsbezeichnung Regimontani Novimarchici. Auch spätere Biografen gingen von diesem Geburtsort aus. Sein Geburtsjahr wird auf etwa 1573 geschätzt, da sich Fridenreich um das Jahr 1588 an der Universität Frankfurt/Oder immatrikulierte (für dieses Jahr findet sich der Eintrag Zaccharias Friederich Cunigsbergensis) – ein damals durchschnittlich übliches Immatrikulationsalter von 15 Jahren angenommen. Von der Viadrina wechselte er an die Straßburger Hochschule (formal eine Akademie und erst ab 1621 eine Volluniversität). Dort zählte der Jurist Georg Obrecht zu seinen wesentlichen akademischen Lehrern.
Nach Abschluss des Studiums in Straßburg hospitierte Fridenreich einige Zeit am Reichskammergericht in Speyer und kehrte 1606 nach Straßburg zurück, um dort von 1606 bis 1609 als Präzeptor für adlige Studenten aus seinem Heimatterritorium Brandenburg tätig zu sein. Während dieser Zeit entstand sein erstes größeres Werk Politicorum liber („Buch der Politiker“). Das Buch war dem gerade eben zur Regentschaft gekommenen Kurfürsten Johann Sigismund von Brandenburg gewidmet – wohl in der Hoffnung auf eine Anstellung im brandenburgischen Staatsdienst.
Inhaltlich und vom Aufbau her lehnte sich das Werk an die 6 Jahre zuvor erschienene Politica methodice digesta des Herborner Juristen Johannes Althusius an und übernahm großenteils auch dessen monarchomachische Argumentation. Im Politicorum liber spricht sich Fridenreich für eine konsolidierte Staatsgewalt aus, aber gegen eine absolutistische Zentralisierung der Macht in einer Person. Am Beispiel des Heiligen Römischen Reiches: Liquidum est, summum in Imperio magistratum & monarcham Imperatorem esse: utut potestas ipsius non sit usquequa libera et absoluta („Es ist offensichtlich, dass der Kaiser die Obrigkeit und das gekrönte Haupt des Reiches bildet – jedoch sei dessen Macht nicht vollständig absolut und unbeschränkt“). Im zweiten Teil des Werks vertritt Fridenreich unter Bezug auf die klassische Bibelstelle aus dem Römerbrief (13 ) die traditionelle lutherische Obrigkeitslehre, womit er einige im ersten Teil vertretenen Standpunkte wieder relativierte. Möglicherweise stand Fridenreich bei Abfassung dieses zweiten Teils schon unter dem Eindruck seines anstehenden Eintritts in fürstliche Dienste.
Das Werk wurde wenige Jahre nach seinem Erscheinen in zwei Dekreten von 1610 und 1616 durch die Glaubenskongregation auf den Index gesetzt.

### In pfalz-neuburgischen Diensten

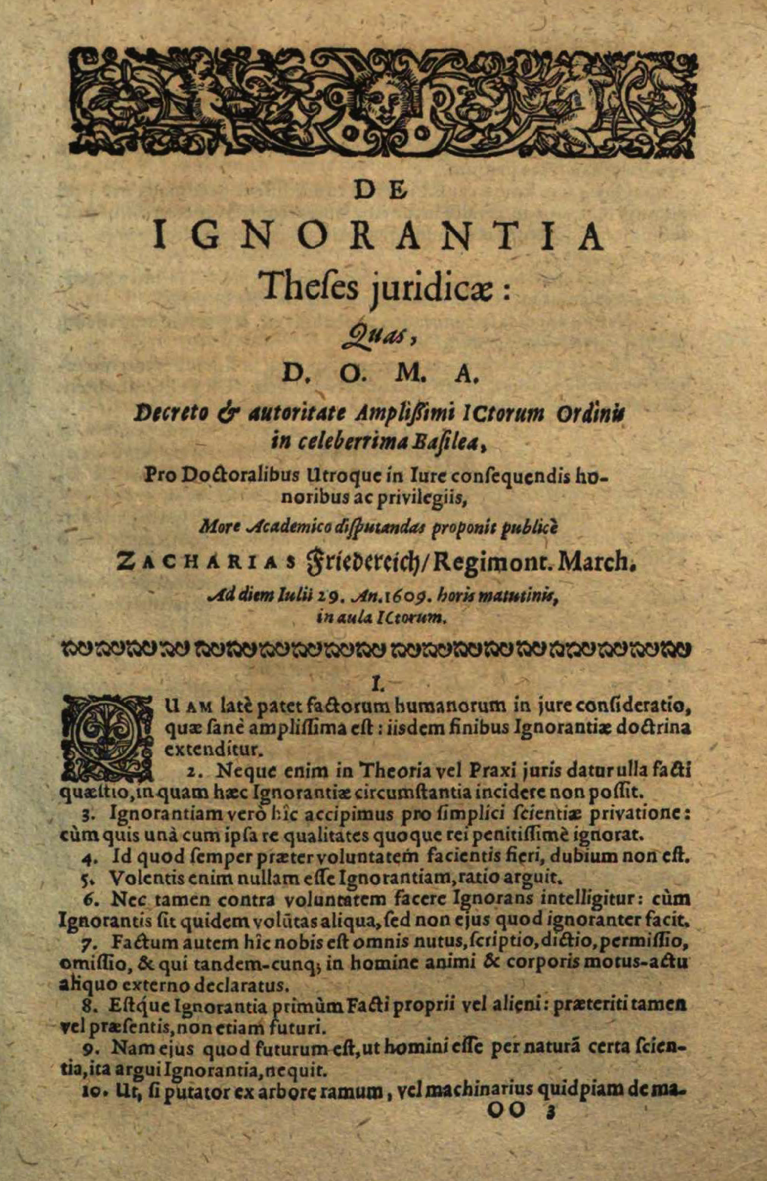
De ignoratia – Titelblatt der Doktorarbeit 1609

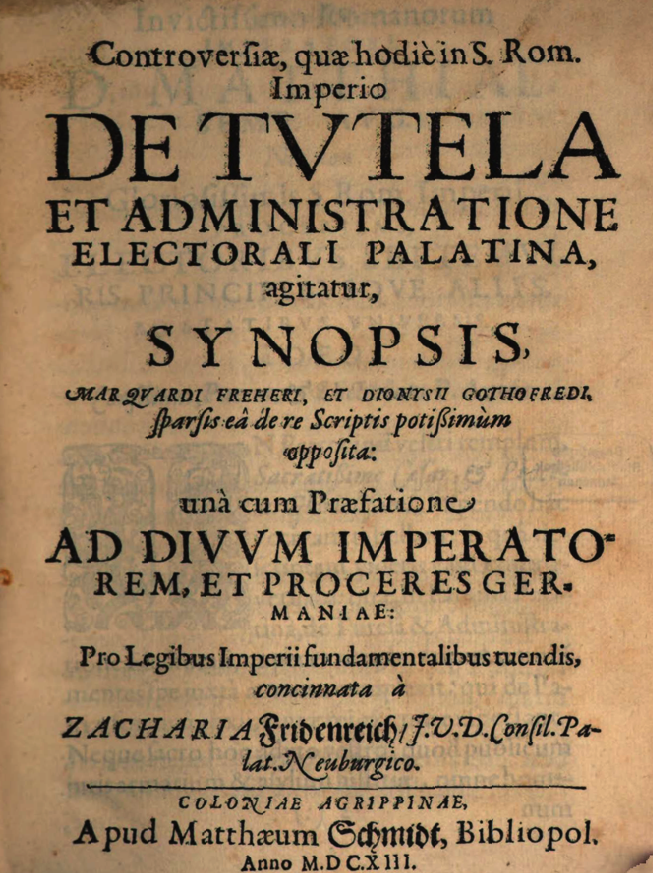
De Tutela et Administratione Electorali Palatina (1613)

Am 2. Juli 1609 promovierte Fridenreich mit der Arbeit De ignorantia („Über die Unwissenheit“) an der Universität Basel zum Doktor beider Rechte. Die offenbar eilig zusammengeschriebene Doktorarbeit widmete er „seinem allergnädigsten Herrn“ (domino suo clementissimo) Pfalzgraf Philipp Ludwig von Pfalz-Neuburg, so dass davon ausgegangen werden kann, dass er zu dieser Zeit bereits in den Diensten des Pfalzgrafen stand, obwohl die erste Erwähnung in den pfalz-neuburgischen Akten erst für Dezember 1609 belegt ist.
Der Eintritt in pfalz-neuburgische Dienste brachte Fridenreich in Gegensatz zu seinem ursprünglichen Landesherren, dem brandenburgischen Kurfürsten Johann Sigismund, da seit 1609 der Jülich-Klevische Erbfolgestreit ausgebrochen war, bei dem der Kurfürst und der Herzog und Pfalzgraf Philipp Ludwig um das Erbe des verstorbenen letzten Herzogs von Jülich-Kleve-Berg stritten. Während seiner knapp vierjährigen Tätigkeit für den Pfalzgrafen bis zum Frühjahr 1614 vertrat Fridenreich für mindestens ein Jahr als Resident in Düsseldorf die pfalz-neuburgischen Interessen vor Ort. Neben dem Jülich-Klevischen Erbfolgestreit bildeten auch die Auseinandersetzungen um die Vormundschaft Friedrichs V. von der Pfalz, bei der (reformiert-)kurpfälzische, (lutherisch-)neuburgische und (katholisch-)bayrische Interessen im Konflikt standen, ein weiteres Arbeitsfeld des Juristen Fridenreich. Bei den Streitigkeiten bezogen namhafte Reichsjuristen Stellung und veröffentlichten Abhandlungen, mit denen sie die Rechtmäßigkeit der jeweilig vertretenen Interessen zu begründen suchten. Fridenreichs juristische Kontrahenten waren die beiden Heidelberger Professoren Dionysius Gothofredus und Marquard Freher, der pfälzische Rat Michael Loefen und der bayrische Jurist Christoph Gewold. Fridenreichs publizistischer Beitrag in dieser Streitsache war die 1613 in Köln gedruckte Schrift Controversiae, quae hodie in S. Rom. Imperio de tutela et administratione Electorali Palatina agitatur, Synopsis („Zusammenfassung des Streites der derzeit über die Vormundschaft und Verwaltung der Kurpfalz im Heiligen Römischen Reich ausgetragen wird“). Die Schrift widmete Fridenreich dem im Vorjahr ins Amt gekommenen Kaiser Matthias, kongruent zur pfalz-neuburgischen Politik, die eine zunehmende Anlehnung an die Habsburger betrieb.

### Regensburger Zeit
Im Frühjahr 1614 quittierte Fridenreich den pfalz-neuburgischen Dienst und nahm in der Freien Reichsstadt Regensburg die Stelle eines Ratssyndikus an. Das Motiv für den Wechsel war wohl wesentlich die öffentliche Konversion des Pfalzgrafen Wolfgang Wilhelm zum Katholizismus, die dem überzeugten Lutheraner Fridenreich widerstrebte.
In Regensburg sah sich Fridenreich erneut mit den Konfessionsstreitigkeiten seiner Zeit konfrontiert. Neben dem prononciert lutherischen Rat der Stadt residierte hier auch ein katholischer Bischof und die Stadt musste sich als häufiger Tagungsort der Reichstage auf verschiedene Konfessionen und deren Bedürfnisse einrichten. Im Jahr 1618 heiratete Fridenreich hier Catharina Fädelmeyer (Fedlmair oder Fedlmejer), die Tochter des Hofgerichtsassessors Georg Fedlmejer. Zu den genauen juristischen Tätigkeiten Fridenreichs während seiner 10 Jahre in Regensburg gibt es kaum schriftliche Überlieferungen.

### Agent verschiedener Herren am Kaiserhof in Wien
Im Jahr 1624 wechselte Fridenreich nach Wien auf eine Anstellung als Reichshofratsagent – wohl auf Vermittlung eines alten Bekannten aus Neuburger Zeit, des seit 1612 in Wien tätigen Jeremias Pistorius. Ab Anfang November war er für den Grafen Anton Günter von Oldenburg als Agent tätig. Gegen ein Entgelt von 100 Reichstalern jährlich sollte Fridenreich die Interessen der oldenburgischen Grafschaft am Kaiserhof vertreten und darüber in zweiwöchigen Abständen Berichte nach Oldenburg erstatten. Beispielsweise wurde Fridenreich 1625 in einen am Reichshofrat anhängigen Streit zwischen Oldenburg und der Stadt Bremen um die Einnahmen aus dem Weserzoll involviert. Ab 1627 lag Oldenburg im Streit mit der benachbarten Grafschaft Ostfriesland unter Graf Edzard II. über eingedeichte Ländereien und die Herrschaft Jever. Fridenreich erlebte auch die um sich greifende Gegenreformation in den österreichischen Ländern der Habsburger mit, darunter den damit zusammenhängenden Oberösterreichischen Bauernkrieg 1626. Während einige Lutheraner in seinem Umfeld letztlich aus politischem Opportunismus zum Katholizismus konvertierten, blieb Fridenreich lebenslang dem Luthertum treu. Da das aus Oldenburg bezogene Jahresgehalt nicht ausreichte, übernahm Fridenreich nach dem Tod des bisherigen gräflich-waldeckschen Agenten am Wiener Hof im Jahr 1626 auch die Vertretung der Anliegen der Grafen von Waldeck. Die Grafschaft Waldeck war seit 1622 in einen Prozess mit dem benachbarten Hessen-Kassel verwickelt, in dem es buchstäblich um den Weiterbestand Waldecks als selbständige Territorialeinheit ging, so dass man eines kompetenten, im Reichsrecht erfahrenen Juristen bedurfte. 1621 hatte Landgraf Moritz von Hessen-Kassel sogar die militärische Besetzung Waldecks versucht, was aber misslungen war.
In einer Empfehlung Fridenreichs an den Hof nach Arolsen hieß es, dass dieser der lutherischen Religion „eifferig zuegethan“ und zugleich „ein woll erfarener, gelehrter und bey allen Reichshoffräthen beliebter […] eingezogener, redtlich[er] und gottsfürchtiger Man“ sei. Ab dem 11. November 1626 stand Fridenreich auch im Dienst der waldeckschen Grafen. Durch emsige Tätigkeit erreichte Fridenreich günstige Ergebnisse in der Waldeckschen Angelegenheit und die Grafen erhielten 1627 eine Titelaufwertung und durften sich „Hoch- und Wohlgeboren“ nennen, was im Gegenzug aber mit einer sehr hohen, die Grafschaft belastenden Zahlung von 300 Goldgulden Gebühr verbunden war. Ein konstantes Hindernis bei der Tätigkeit Fridenreichs war die bekanntermaßen schleppende Bearbeitung von Fällen durch den Reichshofrat und die dort gehandhabte schlampige Aktenführung, die in zahlreichen Berichten Fridenreichs und anderer Reichsagenten zum Ausdruck kommt. In einem Schreiben Fridenreichs heißt es: … sich die Acta bey der Registratur abermahl nit finden laßen wollen, ungeacht ich umbstendtlich erindert, was maßen diese Acta hiebevor auch verlegt und zerstreut gewesen, aber in meinem Beysein zusammen geordnet worden ….
Die zunehmende Unterdrückung der Protestanten in den habsburgischen Ländern führte dazu, dass auch die Agenten am Kaiserhof in ihrer freien Religionsausübung eingeschränkt wurden, worüber Fridenreich in mehreren Schreiben nach Arolsen und Oldenburg berichtete. Diese Verhältnisse und insbesondere das im Frühjahr 1629 erlassene Restitutionsedikt ließen die protestantischen Agenten am Kaiserhof näher zusammenrücken. Auch Lutheraner und Kalvinisten legten ihre Streitigkeiten bei.
Nachdem Fridenreichs Ehefrau verstorben war, verheiratete er sich Anfang Januar 1630 mit Justina Schmelzer, der Tochter eines Zeugkommissars der niederösterreichischen Stände. Um das Jahr 1632 fand Fridenreichs Tätigkeit für die Grafen von Waldeck und Oldenburg ihr Ende. Fridenreich selbst scheint aufgrund des mühsamen, schleppenden Fortgangs das Interesse an den Prozessen verloren zu haben und von Seiten seiner Arbeitgeber wurde ihm Untätigkeit vorgeworfen, was er energisch bestritt. Angesichts der Kriegsumstände, der damit verbundenen allgemein zunehmenden Unsicherheiten und dem Rechtsverfall verließ er spätestens im Frühjahr 1633 Wien in Richtung Schlesien. In einem Schreiben aus Breslau vom Juni 1633 nach Waldeck begründete er seinen Weggang damit, dass seit Ableiben der Königlichen] M[ajestä]t in Schweden [etcetera] christseligsten Angedenckens [d. h. dem Tod König Gustav II. Adolfs in der Schlacht bei Lützen 1632] die Verfolgung in Wien dermassen zugenommen, das man seiner Kinder und Vermögens in Gefahr gestanden. Die dem Brief beschrieb er die Gefahren, denen er und seine Familie bei der Reise nach Breslau durch Räuber ausgesetzt gewesen waren. In der folgenden Zeit scheint Fridenreich keine feste Anstellung mehr gefunden zu haben und wohl durch gelegentliche juristische Hilfestellungen bei der Stadt Breslau Einkünfte bezogen zu haben. Im Jahr 1636 erschien eine Epigramm-Sammlung aus seiner Feder in Leipzig. Der Gedichtband hat autobiografische Bezüge. Beispielsweise wird der 1630 im Alter von 18 Jahren in Wien verstorbene Sohn August betrauert und es findet sich ein Lob auf Schwaben (Laus Sueviae) – wohl eine sentimentale Reminiszenz an die neuburgische Zeit. Außerdem wird die herrschende Rechtlosigkeit und der Verlust an Constantia in mehreren Versen beklagt (Nil constans in mundo, Constantia prudens etc.). Trost findet Fridenreich in dem Werk im christlichen Glauben.
Ab 1641 findet sich Fridenreich wieder in Wien. In der Endphase des Krieges hatten sich die Verhältnisse beruhigt und Fridenreich erhielt wohl unter Vermittlung seines alten Freundes Jeremias Pistorius, der inzwischen als Agent zahlreicher protestantischer Territorien am Kaiserhof unter seinen Kollegen eine herausgehobene Stellung einnahm, eine Stelle als Prokurator. Am 9. Januar 1642 leistete er hierfür den Eid. Diese Eidesformel ist der letzte dokumentierte Akt aus dem Leben Fridenreichs. Er ist wahrscheinlich vor dem Jahr 1648 in Wien verstorben. Vielfach wird als Todesjahr 1645 angegeben, ohne das klar ist, aus welcher Quelle diese Information stammt.

## Werke
- Politicorum liber, ex sacris profanisque scriptoribus veros artis Politicæ fontes investigans. Paul Ledertz, Straßburg 1609 (Latein, archive.org).
- De Ignorantia Theses juridicae. Genathius, Basel 1609, urn:nbn:de:bvb:12-bsb11221582-6 (Latein).
- Controversiae, quae hodie in S. Rom. Imperio De Tvtela Et Administratione Electorali Palatina, agitatur, Synopsis : Marquardi Freheri, Et Dionysii Gothofredi, sparsis ea de re Scriptis potißimum opposita, una cum Praefatione Ad Divum Imperatorem, Et Proceres Germaniae, Pro Legibus Imperii fundamentalibus tuendis. Schmidt, Köln 1613, urn:nbn:de:bvb:12-bsb10515186-2 (Latein).
- Syncharises Gamicae, Lectissimo Nuptorum Pari. Johannis Beithmann, Jena 1618, urn:nbn:de:bvb:12-bsb11104360-6 (Latein).
- Epigrammatum Libri tres. Müller, Breslau 1636 (Latein, diglib.hab.de).